# Bjørn Maaseide
Bjørn Maaseide (ur. 7 marca 1968 w Stavanger) – norweski siatkarz plażowy, zwycięzca cyklu World Tour w 1994, wielokrotny medalista mistrzostw Europy. Zdobył złoty medal na ME w 1994, trzykrotnie zdobył srebrny medal oraz raz brązowy. Trzykrotny uczestnik Igrzysk Olimpijskich w 1996, 2000 oraz w 2004, jednak na żadnych nie osiągnął sukcesu. W latach 1991–2000 grał w parze z Janem Kvalheimem, następnie do zakończenia kariery w 2009 występował razem z Iverem Horrem. Jest bratem norweskiej siatkarki plażowej Kathrine Maaseide.